# سرگئی کریونوسوف
سرگئی کریونوسوف (روسی: Сергей Владимирович Кривоносов ; ۲۹ مه ۱۹۷۱، روستوف-آن-دون) یک شخصیت سیاسی روسیه و معاون دومای ایالتی ششم، هفتم و هشتم است.
در سال ۲۰۱۷، کریونوسوف با درآمد ماهانه ۴٫۲ میلیون روبل، ثروتمندترین نمایندگان حوزه کراسنودار کرای شد.